# Valérie Stroh
Valérie Stroh (* 11. August 1958 in Straßburg) ist eine französische Schauspielerin und Regisseurin.

## Leben
Stroh hatte bereits ab dem zehnten Lebensjahr ihre ersten Filmauftritte. So spielte sie in L'Ours et la Poupée (mit Brigitte Bardot) die Nichte des Gaspard (Jean-Pierre Cassel) und in Liza (mit Catherine Deneuve) die Tochter der Giorgio (Marcello Mastroianni). 1985 schloss sie ein Architekturstudium mit dem Diplôme d’architecte D.P.L.G. ab. Im gleichen Jahr gab ihr René Féret die Hauptrolle der Sara in seinem Film Mystère Alexina, mit der sie Aufmerksamkeit beim Internationalen Filmfestspiele von Cannes fand. Für die Hauptrolle der Aline in Férets Film Baptême (1989) wurde sie beim Festival International du Film Francophone de Namur für den César als beste Nachwuchsdarstellerin nominiert.
Als Regisseurin und Drehbuchautorin debütierte Stroh 1991 mit dem Film Un homme et deux femmes. Sie setzte ihre Karriere als Schauspielerin im Fernsehen und im Kino fort und drehte auch Dokumentarfilme (u. a. ein Porträt von Simone de Beauvoir für Bernard Rapps Produktion Un siècle d’écrivain und Eric Le Lann à la trompette für France 2 und Arte). Am Theater trat sie u. a. unter der Regie von Roger Planchon in Harold Pinters Célébration auf. Als Koautorin und Darstellerin wirkte sie 2005 an Jean-Pierre Darroussins Film Le pressentiment mit, der 2006 mit dem Louis-Delluc-Preis als bestes Erstlingswerk ausgezeichnet wurde.

## Filmographie
Schauspielerin
- 1969: Les eaux mêlées, Fernsehfilm, Regie: Jean Kerchbron
- 1969: Der Bär und die Puppe (L’Ours et la poupée), Regie: Michel Deville
- 1970: Lancelot du Lac, Regie: Claude Santelli
- 1972: Allein mit Giorgio (Liza), Regie: Marco Ferreri
- 1972: Talleyrand ou Le Sphinx incompris, Regie: Jean-Paul Roux
- 1973: Lehrjahre des Herzens (L’Éducation sentimentale), Fernsehfilm
- 1983: Das Leben ist ein Roman (La vie est un roman), Regie: Alain Resnais
- 1984: Femmes de personne, Regie: Christopher Frank
- 1985: Le Mystère Alexina, Regie: René Féret
- 1987: L’Homme qui n’était pas là, Regie: René Féret
- 1989: Champagner der Liebe (Baptême), Regie: Aline Dauchy-Gravey
- 1991: Un homme et deux femmes
- 1992: Promenades d’été, Regie: René Féret
- 1993: Justinien Trouvé ou le Bâtard de Dieu
- 1994: Le Feu follet, Fernsehfilm
- 1995: L’Année Juliette
- 1996: Les Bœuf-carottes, Fernsehfilm
- 2000: Speedball, Kurzfilm, Regie: Laurent Bouhnik
- 2000: Man liebt es unentschieden (La Confusion des genres)
- 2000: Marie-Line
- 2002: Le Voyage organisé, Fernsehfilm
- 2002: Mille millièmes
- 2002: Le Chignon d’Olga
- 2002: Chut!, Fernsehfilm
- 2004: Tout l’univers
- 2006: Le Pressentiment, Regie: Jean-Pierre Darroussin
- 2006: Le Grand Meaulnes, Regie: Jean-Daniel Verhaeghe
- 2007: Le Cœur des hommes 2, Regie: Marc Esposito
- 2008: Stella, Regie: Sylvie Verheyde
- 2012: Meine erste Liebe (Ma première fois), Regie: Marie-Castille Mention-Schaar
- 2013–2014: Plus belle la vie, Fernsehserie, Regie: Isabelle Delacour
- 2013: Le Cœur des hommes 3, Regie: Marc Esposito
- 2013: Les limites, Kurzfilm, Regie: Laura Presgurvic
- 2015: Éternité, Regie: Trần Anh Hùng
- 2016: La Stagiaire
- 2018: War of Thrones – Krieg der Könige (La Guerre des trônes, la véritable histoire de l’Europe)
- 2021: Die Tanzenden (Le Bal des folles), Regie: Mélanie Laurent

Regie
- 1991: Un homme et deux femmes
- 1993: Éric Le Lann à la trompette
- 1999: Un siècle d’écrivains, Folge: Simone de Beauvoir
- 2010: Le Plus beau métier du monde (mit Daniel Lainé)